# Newberry (Carolina del Sur)
Newberry es una ciudad situada en el estado de Carolina del Sur, en los Estados Unidos.Es sede del condado homónimo. La ciudad en el año 2000 tiene una población de 10.580 habitantes en una superficie de 17 km², con una densidad poblacional de 621.3 personas por km². 

## Geografía
Newberry se encuentra ubicada en las coordenadas 34°16′40″N 81°37′00″O / 34.277655, -81.616560. Según la Oficina del Censo, la ciudad tiene un área total de 17 km² (6,6 mi²), de la cual 17 km² (6,6 mi²) es tierra y 0 km² (0 mi²) (0.0%) es agua.

### Localidades adyacentes
El siguiente diagrama muestra a las localidades en un radio de 24 kilómetros (14,9 mi) de Newberry.

## Demografía
En el 2000 la renta per cápita promedia del hogar era de $27.064, y el ingreso promedio para una familia era de $33.490. El ingreso per cápita para la localidad era de $14.389. En 2000 los hombres tenían un ingreso per cápita de $26.681 contra $20.887 para las mujeres. Alrededor del 28.00% de la población estaba bajo el umbral de pobreza nacional. 

## Historia
Newberry se convirtió en sede del condado de Newberry, el cual fue desarrollado como un área de siembra de algodón durante el siglo XIX. La mayoría de la población del condado eran negros, afroamericanos que habían sido esclavos para trabajar las siembras. Las políticas del condado y la ciudad eran dominadas por los dueños de las plantaciones.
Durante la Guerra Civil Americana, la Universidad de Newberry fue usada como hospital para las tropas confederadas y luego de la Unión. La histórica corte de Newberry fue quemada por las tropas de William Tecumseh Sherman mientras este se dirigía al sur.

## Lugares de interés
- Jardín Japonés de Wells
- Ópera de Newberry
- Corte de Newberry
- Bosque Lunches
- Universidad de Newberry
- Viñedos del Río Enoree

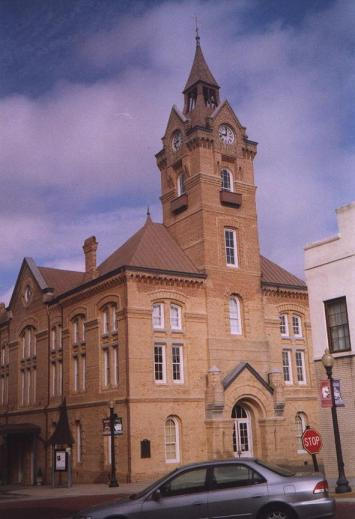
Ópera de Newberry

- Museo Histórico del Condado de Newberry
- Teatro Ritz
- Bosque Nacional Sumter
- Casa de Osborne Wells
- Lago Murray
- Parque Estatal de la Isla Dreher